# NGC 7166
NGC 7166 este o galaxie situată în constelația Cocorul. A fost descoperită în 5 septembrie 1834 de către John Herschel. Se află la o distanță de 38,55 de megaparseci de Pământ.